# Sebastián Keitel
Pour les articles homonymes, voir Keitel.
Sebastián Keitel Bianchi est un athlète chilien, né le 14 février 1973 à Santiago du Chili. Il est spécialiste du sprint et surtout du 200 m.

## Biographie
Il poursuit ses études au Colegio del Verbo Divino de Las Condes à Santiago du Chili.
Il remporte une médaille de bronze aux Championnats du monde en salle 1995. Il détient les records du Chili sur 100 m (10 s 10) et sur 200 m (20 s 15) depuis 1998.
Il est porte-drapeau de la délégation du Chili à la cérémonie d'ouverture des Jeux olympiques d'Atlanta en 1996.
Il est élu député aux Élections parlementaires chiliennes de 2017.

### Palmarès
| Date | Compétition                    | Lieu          | Résultat | Épreuve   | Performance |
| ---- | ------------------------------ | ------------- | -------- | --------- | ----------- |
| 1995 | Championnats du monde en salle | Barcelone     | 3e       | 200 m     | 20 s 98     |
| 1995 | Jeux panaméricains             | Mar del Plata | 3e       | 200 m     | 20 s 55     |
| 1997 | Championnats d'Amérique du Sud | Mar del Plata | 1er      | 100 m     | 10 s 30     |
| 1997 | Championnats d'Amérique du Sud | Mar del Plata | 2e       | 200 m     | 21 s 13     |
| 1997 | Championnats d'Amérique du Sud | Mar del Plata | 2e       | 4 x 100 m | 40 s 08     |
| 1998 | Coupe du monde des nations     | Johannesburg  | 6e       | 200 m     | 20 s 62     |
| 1998 | Coupe du monde des nations     | Johannesburg  | 4e       | 4 x 100 m | 38 s 33     |
| 1999 | Championnats d'Amérique du Sud | Bogota        | 2e       | 100 m     | 10 s 13     |
| 1999 | Jeux panaméricains             | Winnipeg      | 3e       | 200 m     | 20 s 82     |

### Records
| Épreuve    | Performance | Lieu                  | Date                          |
| ---------- | ----------- | --------------------- | ----------------------------- |
| 100 mètres | 10 s 10     | São Leopoldo Lisbonne | 26 avril 1998 17 juillet 1998 |
| 200 mètres | 20 s 15     | Santiago du Chili     | 17 mai 1998                   |